# Pseudaugaptilus longiremus
Pseudaugaptilus longiremus är en kräftdjursart som beskrevs av Georg Ossian Sars 1907. Pseudaugaptilus longiremus ingår i släktet Pseudaugaptilus och familjen Augaptilidae. Inga underarter finns listade i Catalogue of Life.